# Priopoda apicaria
Priopoda apicaria är en stekelart som först beskrevs av Geoffroy 1785.  Priopoda apicaria ingår i släktet Priopoda och familjen brokparasitsteklar. Arten är reproducerande i Sverige. Utöver nominatformen finns också underarten P. a. aegyptiator.